# Yukon—Mackenzie River
Pour les articles homonymes, voir Yukon (homonymie).

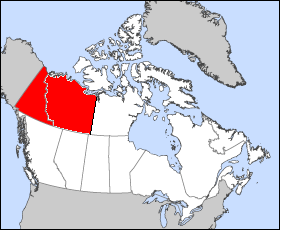
En rouge la circonscription du Yukon—Mackenzie River regroupant le territoire du Yukon (à l'ouest) et les territoires du Nord-ouest (à l'est)

Yukon—Mackenzie River fut une circonscription électorale fédérale des Territoires du Nord-Ouest et du Yukon, représentée de 1949 à 1953.
La circonscription de Yukon—Mackenzie River a été créée en 1947 d'une partie de Yukon. Abolie en 1952, la partie yukonaise fut redistribuée dans la nouvelle circonscription de Yukon et le reste devint Mackenzie-River.

## Géographie
En 1947, la circonscription de Yukon—Mackenzie River comprenait:
- L'ensemble du territoire du Yukon
- Une partie des Territoires du Nord-Ouest située à l'ouest du 109e méridien, incluant le district de Mackenzie, le district de Keewatin et les districts de Franklin et d'Ungava.

## Député
1. 1949-1953 — James Aubrey Simmons, PLC

- PLC = Parti libéral du Canada